# ورق مشمع

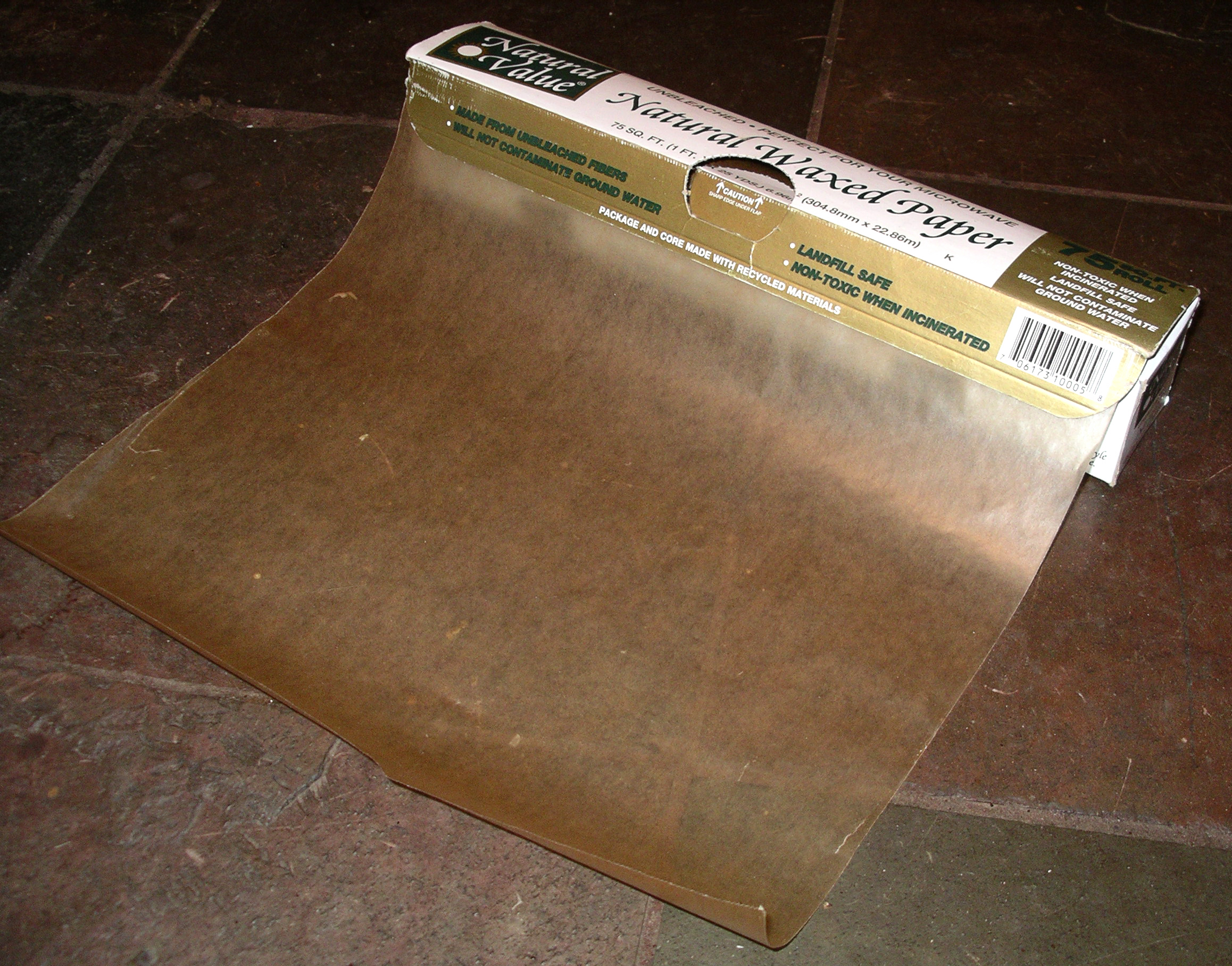
ورق مشمع.

الورق المشمع (أو ورق البارافين) (بالإنجليزية: Waxed paper)‏ هو الورق الذي  غطي بمادة الشمع مما جعله مقاوماً للرطوبة. تعود ممارسة رَقّ الورق أو الورق لجعله شبه شفاف أو مقاوم للرطوبة على الأقل إلى العصور الوسطى . تم استخدام الورق المشرب أو المطلي بشمع الأذن المنقى على نطاق واسع خلال القرن التاسع عشر للاحتفاظ بالرطوبة أو استبعادها ، أو لف المنتجات الرقيقة  يشيع استخدام ورق الشمع في الطبخ لخصائصه غير اللاصقة، ويلف الطعام للتخزين، مثل الكعك، لأنه يحفظ الماء أو يخرج منه. كما يستخدم أيضًا في الفنون والحرف.

## القضايا البيئية
هناك قضايا بيئية متعددة تهتم بورقة المشمع.إن الإضافات التي تستخدمها كثيراً مثل النفط تخلصها من تلك الجودة. الورق المشمع أيضاً لا يمكن إعادة تدويره.